# Morti nel 1991/Dicembre
| Questa pagina contiene informazioni ricavate automaticamente dalle voci biografiche con l'ausilio del template Bio e di un bot. L'aggiornamento è periodico e automatico e ricostruisce completamente la pagina. Se manca una persona in questa lista, sei pregato di non aggiungerla, ma accertati piuttosto che la sua voce biografica contenga il template Bio e che i dati anagrafici siano correttamente compilati. Se il template Bio manca, inseriscilo tu stesso o, in alternativa, metti l'avviso {{tmp\|Bio}} che ne segnala la mancanza. Se i dati riportati sono sbagliati, correggi direttamente la voce biografica; le modifiche saranno visibili in questa lista entro pochi giorni. Per chiarimenti vedi il progetto biografie. La lista contiene solo le 109 persone che sono citate nell'enciclopedia e per le quali è stato implementato correttamente il template Bio. Pagina aggiornata al 3 mar 2024. |

- 1º dicembre - Mauro Bubbico, politico italiano (n. 1928)
- 1º dicembre - Pat O'Callaghan, martellista irlandese (n. 1905)
- 1º dicembre - Pëtr Počenčuk, marciatore sovietico (n. 1954)
- 1º dicembre - Alden Sanborn, canottiere statunitense (n. 1899)
- 1º dicembre - George Stigler, economista statunitense (n. 1911)
- 1º dicembre - Pat Walshe, attore statunitense (n. 1900)
- 2 dicembre - Robert Crost, cestista francese (n. 1924)
- 2 dicembre - Tita Duran, attrice filippina (n. 1929)
- 2 dicembre - Kjell Eeg, calciatore norvegese (n. 1910)
- 3 dicembre - Lilia Dale, attrice italiana (n. 1919)
- 3 dicembre - George Lott, tennista statunitense (n. 1906)
- 3 dicembre - Petre Țuțea, filosofo, scrittore e politico rumeno (n. 1902)
- 4 dicembre - Cliff Bastin, calciatore inglese (n. 1912)
- 4 dicembre - Moysés Baumstein, artista brasiliano (n. 1931)
- 4 dicembre - Robert Nünlist, ufficiale svizzero (n. 1911)
- 5 dicembre - Aad Mansveld, calciatore olandese (n. 1944)
- 5 dicembre - Richard Speck, serial killer statunitense (n. 1941)
- 6 dicembre - Omar Corbatta, calciatore argentino (n. 1936)
- 6 dicembre - Virgilio Corbo, francescano e archeologo italiano (n. 1918)
- 6 dicembre - Richard Stone, economista britannico (n. 1913)
- 6 dicembre - Pavo Urban, fotografo croato (n. 1968)
- 7 dicembre - Aldo Forzoni, vescovo cattolico italiano (n. 1912)
- 7 dicembre - Alberto Longoni, artista italiano (n. 1921)
- 7 dicembre - Giglio Panza, giornalista italiano (n. 1913)
- 7 dicembre - Gordon Pirie, mezzofondista britannico (n. 1931)
- 7 dicembre - Piero Pozzi, calciatore italiano (n. 1920)
- 8 dicembre - Antonio Cavinato, mineralogista e politico italiano (n. 1895)
- 8 dicembre - Buck Clayton, trombettista e musicista statunitense (n. 1911)
- 8 dicembre - John Mark, velocista britannico (n. 1925)
- 8 dicembre - Giuseppe Nieddu, militare italiano (n. 1952)
- 8 dicembre - Enrico Terracini, scrittore e poeta italiano (n. 1909)
- 9 dicembre - Berenice Abbott, fotografa statunitense (n. 1898)
- 9 dicembre - Olga Bondareva, matematica sovietica (n. 1937)
- 9 dicembre - Gustave Dubus, calciatore francese (n. 1910)
- 10 dicembre - Tippy Larkin, pugile statunitense (n. 1917)
- 10 dicembre - Giuseppe Luraghi, dirigente d'azienda italiano (n. 1905)
- 10 dicembre - Franco Maria Malfatti, politico e giornalista italiano (n. 1927)
- 10 dicembre - Orlando Rao, calciatore e allenatore di calcio argentino (n. 1926)
- 10 dicembre - Gustav Schäfer, canottiere tedesco (n. 1906)
- 11 dicembre - Artur Lundkvist, scrittore svedese (n. 1906)
- 11 dicembre - Simon Scott, attore statunitense (n. 1920)
- 11 dicembre - Mario Tobino, medico, scrittore e poeta italiano (n. 1910)
- 12 dicembre - Eleanor Boardman, attrice statunitense (n. 1898)
- 12 dicembre - Moshe Castel, pittore israeliano (n. 1909)
- 12 dicembre - Peter Kienast, bobbista e skeletonista austriaco (n. 1949)
- 12 dicembre - Ronnie Ross, sassofonista e clarinettista britannico (n. 1933)
- 13 dicembre - Jan Hendriks, attore e doppiatore tedesco (n. 1928)
- 13 dicembre - André Pieyre de Mandiargues, scrittore, drammaturgo e traduttore francese (n. 1909)
- 13 dicembre - Ilario Roatta, vescovo cattolico italiano (n. 1905)
- 14 dicembre - Robert Eddison, attore britannico (n. 1908)
- 14 dicembre - Nikolaj Gusakov, combinatista nordico sovietico (n. 1934)
- 15 dicembre - Reidar Andersen, saltatore con gli sci norvegese (n. 1911)
- 15 dicembre - Vasilij Grigor'evič Zajcev, militare sovietico (n. 1915)
- 16 dicembre - Davide Cugini, avvocato, storico dell'arte e enigmista italiano (n. 1896)
- 16 dicembre - Ferdinando Orlandi, attore italiano (n. 1925)
- 16 dicembre - Fred Scott, attore statunitense (n. 1902)
- 16 dicembre - Pier Vittorio Tondelli, scrittore, curatore editoriale e saggista italiano (n. 1955)
- 17 dicembre - Jesse Flores, giocatore di baseball statunitense (n. 1914)
- 17 dicembre - Antonio Savastano, tenore italiano (n. 1948)
- 17 dicembre - Carl Shy, cestista statunitense (n. 1908)
- 18 dicembre - George Abecassis, pilota automobilistico britannico (n. 1913)
- 18 dicembre - Giuseppe D'Angelo, politico italiano (n. 1913)
- 18 dicembre - Jean Orcibal, storico francese (n. 1913)
- 18 dicembre - June Storey, attrice canadese (n. 1918)
- 19 dicembre - Howie Dallmar, cestista e allenatore di pallacanestro statunitense (n. 1922)
- 19 dicembre - Franc Košir, cantante sloveno (n. 1931)
- 19 dicembre - György Szűcs, allenatore di calcio e calciatore ungherese (n. 1912)
- 20 dicembre - Walter Chiari, attore, comico e cabarettista italiano (n. 1924)
- 20 dicembre - Vittorio Malagoli, allenatore di calcio e calciatore italiano (n. 1917)
- 20 dicembre - Albert Van Vlierberghe, ciclista su strada e pistard belga (n. 1942)
- 20 dicembre - Gaston Waringhien, scrittore, traduttore e esperantista francese (n. 1901)
- 21 dicembre - Germano Craighero, carabiniere italiano (n. 1961)
- 21 dicembre - Francesco Grandjacquet, attore italiano (n. 1904)
- 21 dicembre - Wilhelm Strassburger, calciatore tedesco (n. 1907)
- 22 dicembre - Ferruccio Bonivento, arbitro di calcio italiano (n. 1906)
- 22 dicembre - Franz Brunner, pallamanista austriaco (n. 1913)
- 22 dicembre - James C. Fletcher, fisico statunitense (n. 1919)
- 22 dicembre - Donald Gibson, architetto britannico (n. 1908)
- 22 dicembre - Ernesto Grassi, filosofo italiano (n. 1902)
- 22 dicembre - Ernst Křenek, compositore e direttore d'orchestra austriaco (n. 1900)
- 22 dicembre - Tina Merlin, giornalista, scrittrice e partigiana italiana (n. 1926)
- 22 dicembre - Jack Otterson, scenografo statunitense (n. 1905)
- 22 dicembre - Bruno Pellizzari, pistard italiano (n. 1907)
- 23 dicembre - Aimé Durbec, calciatore francese (n. 1902)
- 23 dicembre - Gene Milford, montatore statunitense (n. 1902)
- 23 dicembre - Rosario Ruggeri, scrittore e medico italiano (n. 1905)
- 24 dicembre - Dīmītrios Adamou, politico greco (n. 1914)
- 24 dicembre - Gino Colaussi, calciatore e allenatore di calcio italiano (n. 1914)
- 24 dicembre - Alfons Goppel, politico tedesco (n. 1905)
- 24 dicembre - Walter Hudson (n. 1944)
- 25 dicembre - Poldo Bendandi, attore italiano (n. 1920)
- 25 dicembre - Curt Bois, attore tedesco (n. 1901)
- 25 dicembre - Wilhelm Harster, generale, giurista e politico tedesco (n. 1904)
- 25 dicembre - Heinrich Lebensaft, calciatore austriaco (n. 1905)
- 26 dicembre - Roland Bierge, pittore e litografo francese (n. 1922)
- 26 dicembre - Arturo Gemmiti, regista italiano (n. 1909)
- 27 dicembre - Hervé Guibert, scrittore, fotografo e sceneggiatore francese (n. 1955)
- 27 dicembre - Petro Marko, giornalista e scrittore albanese (n. 1913)
- 28 dicembre - Jacques Aubuchon, attore statunitense (n. 1924)
- 28 dicembre - Matteo Bonino, politico italiano (n. 1900)
- 28 dicembre - George Espeut, sollevatore giamaicano (n. 1917)
- 28 dicembre - Cassandra Harris, attrice australiana (n. 1948)
- 28 dicembre - Roberto Ridolfi, storico italiano (n. 1899)
- 29 dicembre - Tony Strobl, fumettista statunitense (n. 1915)
- 30 dicembre - Gino Cicardi, arbitro di calcio italiano (n. 1910)
- 30 dicembre - Jean Grumellon, calciatore francese (n. 1923)
- 30 dicembre - José Miguel Marín, calciatore argentino (n. 1945)
- 30 dicembre - Abd al-Majid bin Sa'ud Al Sa'ud, principe e imprenditore saudita (n. 1943)
- 31 dicembre - Georges Poulet, critico letterario belga (n. 1902)